# Euphorbia liukiuensis
Euphorbia liukiuensis là một loài thực vật có hoa trong họ Đại kích. Loài này được Hayata mô tả khoa học đầu tiên năm 1920.